# Тыкаша
Тыкаша (в верховье Кайракты) — река в России, протекает по Оренбургской области. Устье реки находится в 181 км по правому берегу реки Большой Кумак. Длина реки составляет 15 км.

## Данные водного реестра
По данным государственного водного реестра России относится к Уральскому бассейновому округу, водохозяйственный участок реки — Урал от Ириклинского гидроузла до города Орск. Речной бассейн реки — Урал (российская часть бассейна).
Код объекта в государственном водном реестре — 12010000412112200003017.